# Alberi monumentali della Puglia
Gli alberi monumentali della Puglia sono tutelati dalla legge 14 gennaio 2013, n. 10 e dal relativo decreto attuativo 23 ottobre 2014.
Sono considerati alberi monumentali:
- gli alberi isolati o facenti parte di formazioni boschive naturali o artificiali che per età o dimensioni possono essere considerati come rari esempi di maestosità o longevità;
- gli alberi che hanno un preciso riferimento a eventi o memorie rilevanti dal punto di vista storico o culturale o a tradizioni locali.

Segue la lista degli alberi monumentali della Puglia divisi per provincia.

## Città metropolitana di Bari
| Genere e specie                                       | Nome comune       | Altezza (in m) | Circ. (in cm)   | Comune                | Località                                      | Coordinate                  | Alt. (m s.l.m.) |
| ----------------------------------------------------- | ----------------- | -------------- | --------------- | --------------------- | --------------------------------------------- | --------------------------- | --------------- |
| Quercus pubescens Willd.                              | Roverella         | 23,0           | 400             | Acquaviva delle Fonti | Strada Provinciale 82                         | 40°51′44.3″N 16°52′36.53″E  | 320             |
| Quercus pubescens Willd.                              | Roverella         | 17,0           | 330             | Acquaviva delle Fonti | Masseria Baronaggio                           | 40°51′47.31″N 16°52′28.8″E  | 320             |
| Quercus pubescens Willd.                              | Roverella         | 10,5           | 430             | Acquaviva delle Fonti | Masseria Magazzeni                            | 40°50′17.62″N 16°51′44.49″E | 350             |
| Quercus pubescens Willd.                              | Roverella         | 24,0           | 410             | Acquaviva delle Fonti | Masseria Baronaggio                           | 40°51′25.34″N 16°52′54.4″E  | 327             |
| Quercus robur L.                                      | Farnia            | 22,0           | 415             | Altamura              | Masseria del Pulo                             | 40°52′58.07″N 16°34′36.55″E | 472             |
| Quercus pubescens Willd.                              | Roverella         | 22,0           | 405             | Altamura              | Masseria Malerba                              | 40°48′23.44″N 16°35′33.22″E | 460             |
| Quercus pubescens Willd.                              | Roverella         | 18,0           | 400             | Altamura              | Foresta Mercadante                            | 40°53′10.53″N 16°40′46.2″E  | 400             |
| Quercus pubescens Willd.                              | Roverella         | 10,0           | 240             | Altamura              | Foresta Mercadante                            | 40°53′09.79″N 16°40′49.96″E | 401             |
| Quercus pubescens Willd.                              | Roverella         | 13,0           | 330             | Altamura              | Foresta Mercadante                            | 40°53′15.22″N 16°40′32.09″E | 410             |
| Quercus pubescens Willd.                              | Roverella         | 11,0           | 445             | Altamura              | Iazzo Lama Corriera                           | 40°54′02.42″N 16°32′53.42″E | 474             |
| Quercus pubescens Willd.                              | Roverella         | 11,0           | 340             | Altamura              | Foresta Mercadante                            | 40°53′12.06″N 16°40′47.03″E | 400             |
| Quercus ilex L.                                       | Leccio            | 12,0           | 215             | Bari                  | Carbonara                                     | 41°04′14.74″N 16°52′19.46″E | 55              |
| Pinus halepensis Mill.                                | Pino d'Aleppo     | 17,0           | 570             | Bari                  | Corso Alcide De Gasperi ang. Via Ugo La Malfa | 41°05′54.86″N 16°52′16.7″E  | 26              |
| Phytolacca dioica L.                                  | Fitolacca arborea | 6,0            | 250             | Bari                  | Piazza Umberto I                              | 41°07′13.62″N 16°52′10.98″E | 6               |
| Nolina longifolia (Karw. ex Shult. & Shult.f.) Hemsl. | Pianta mangiafumo | 4,5            | 300             | Bari                  | Piazza Umberto I                              | 41°07′12.41″N 16°52′09.51″E | 5,67            |
| Pinus halepensis Mill.                                | Pino d'Aleppo     | 24,0           | 370             | Bari                  | Villa Sbisà                                   | 41°06′40.94″N 16°52′53.04″E | 24              |
| Quercus pubescens Willd.                              | Roverella         | 15,0           | 380             | Corato                | Masseria Arresta                              | 41°02′23.88″N 16°19′41.33″E | 496             |
| Quercus pubescens Willd.                              | Roverella         | 20,0           | 220-180-150-150 | Corato                | San Magno                                     | 41°02′09.8″N 16°21′11.68″E  | 474             |
| Quercus pubescens Willd.                              | Roverella         | 22,0           | 375             | Gioia del Colle       | Masseria Soria                                | 40°43′58.01″N 16°54′48.04″E | 328             |
| Quercus pubescens Willd.                              | Roverella         | 20,5           | 430             | Gioia del Colle       | Masseria Soria                                | 40°44′03.07″N 16°54′43.85″E | 329             |
| Quercus pubescens Willd.                              | Roverella         | 20,5           | 245-165-130-205 | Gioia del Colle       | Masseria Soria                                | 40°44′00.25″N 16°54′47.26″E | 328             |
| Quercus pubescens Willd.                              | Roverella         | 20,5           | 405             | Gioia del Colle       | Masseria Soria                                | 40°43′58.35″N 16°54′52.62″E | 328             |
| Quercus ilex L.                                       | Leccio            | 22,0           | 340             | Gravina in Puglia     | Masseria Recupera di Scardinale               | 40°48′36.61″N 16°19′05.78″E | 405             |
| Quercus pubescens Willd.                              | Roverella         | 20,0           | 505             | Gravina in Puglia     | Masseria Recupera di Scardinale               | 40°48′35.37″N 16°19′05.25″E | 405             |
| Quercus ilex L.                                       | Leccio            | 19,0           | 400             | Polignano a mare      | Masseria Montepaolo                           | 40°56′50.55″N 17°10′57.22″E | 210             |
| Ceratonia siliqua L.                                  | Carrubo           | 9,5            | 820             | Polignano a mare      | La Grave                                      | 40°59′10.8″N 17°12′29.05″E  | 60              |
| Ceratonia siliqua L.                                  | Carrubo           | 9,0            | 410             | Polignano a mare      | La Grave                                      | 40°59′10.91″N 17°12′29.02″E | 55              |
| Ceratonia siliqua L.                                  | Carrubo           | 9,0            | 350             | Polignano a mare      | La Grave                                      | 40°59′09.62″N 17°12′29.7″E  | 60              |
| Ceratonia siliqua L.                                  | Carrubo           | 9,5            | 390             | Polignano a mare      | La Grave                                      | 40°59′11.24″N 17°12′29.29″E | 60              |
| Quercus pubescens Willd.                              | Roverella         | 15,0           | 390             | Ruvo di Puglia        | Jazzo del demonio - Bosco Scoparella          | 41°01′48.34″N 16°25′44.09″E | 350             |
| Quercus pubescens Willd.                              | Roverella         | 14,0           | 350             | Ruvo di Puglia        | Bosco Scoparella                              | 41°01′33.44″N 16°25′55.14″E | 366             |
| Quercus trojana Webb                                  | Fragno            | 18,0           | 380             | Sammichele di Bari    | Masseria Gonnella                             | 40°52′12.14″N 16°59′23.3″E  | 366             |
| Quercus ilex L.                                       | Leccio            | 17,5           | 330             | Santeramo in Colle    | Stabilimento De Laurentis                     | 40°44′47.71″N 16°42′12.28″E | 402             |
| Pinus pinea L.                                        | Pino domestico    | 20,0           | 470             | Terlizzi              | Sovereto                                      | 41°07′11.63″N 16°34′27.62″E | 169             |
| Quercus ilex L.                                       | Leccio            | 11,0           | 320             | Toritto               | Quasano - Parco Albero della Bugia            | 40°58′06.29″N 16°34′41.19″E | 368             |
| Quercus pubescens Willd.                              | Roverella         | 15,0           | 460             | Turi                  | La cattiva                                    | 40°53′03.01″N 16°58′04.51″E | 284             |
| Quercus pubescens Willd.                              | Roverella         | 15,0           | 470             | Turi                  | Masseria Albero d'oro                         | 40°56′29.91″N 17°01′47.18″E | 208             |
| Quercus pubescens Willd.                              | Roverella         | 21,0           | 425             | Turi                  | Masseria Piscina di Susa                      | 40°53′31.96″N 17°02′49.12″E | 294             |
| Quercus pubescens Willd.                              | Roverella         | 19,0           | 420             | Turi                  | Masseria Giannini                             | 40°53′03.6″N 16°58′57.43″E  | 287             |

## Provincia di Barletta-Andria-Trani
| Genere e specie           | Nome comune     | Altezza (in m) | Circ. (in cm) | Comune    | Località                | Coordinate                  | Alt. (m s.l.m.) |
| ------------------------- | --------------- | -------------- | ------------- | --------- | ----------------------- | --------------------------- | --------------- |
| Quercus ilex L.           | Leccio          | 20,0           | 310           | Andria    | Masseria Finzio Tannoia | 41°04′30.68″N 16°14′53.02″E | 490             |
| Pistacia vera L.          | Pistacchio      | 7,0            | 268           | Bisceglie | Giardino Veneziani      | 41°14′15.27″N 16°29′44.86″E | 25              |
| Cupressus sempervirens L. | Cipresso comune | 22,0           | 248           | Bisceglie | Orto Schinosa           | 41°14′26.74″N 16°29′56.5″E  | 16              |
| Quercus ilex L.           | Leccio          | 20,0           | 320           | Bisceglie | Corso Umberto I         | 41°14′24.94″N 16°30′13.45″E | 15              |

## Provincia di Brindisi
| Genere e specie          | Nome comune | Altezza (in m) | Circ. (in cm) | Comune           | Località               | Coordinate                  | Alt. (m s.l.m.) |
| ------------------------ | ----------- | -------------- | ------------- | ---------------- | ---------------------- | --------------------------- | --------------- |
| Quercus pubescens Willd. | Roverella   | 20,0           | 480           | Ceglie Messapica | Bosco Montecchie       | 40°38′57.67″N 17°32′11.44″E | 265             |
| Quercus pubescens Willd. | Roverella   | 15,0           | 450           | Ceglie Messapica | Cimitero - Moretto     | 40°39′01.51″N 17°30′01.88″E | 281             |
| Pistacia lentiscus L.    | Lentisco    | 9,0            | 150           | Ceglie Messapica | Bosco Montecchie       | 40°39′00″N 17°32′14″E       | 262             |
| Phyllirea variabilis L.  | Fillirea    | 11,0           | 160           | Ceglie Messapica | Bosco Montecchie       | 40°39′01″N 17°32′16″E       | 263             |
| Quercus suber L.         | Sughera     | 12,0           | 560           | Ostuni           | Contrada San Benedetto | 40°41′18.1″N 17°33′54.53″E  | 207             |

## Provincia di Foggia
| Genere e specie          | Nome comune        | Altezza (in m) | Circ. (in cm) | Comune             | Località                                         | Coordinate                  | Alt. (m s.l.m.) |
| ------------------------ | ------------------ | -------------- | ------------- | ------------------ | ------------------------------------------------ | --------------------------- | --------------- |
| Taxus baccata L.         | Tasso              | 9,0            | 471           | Monte Sant'Angelo  | Foresta Umbra - Falascone                        | 41°48′23.34″N 15°58′56.35″E | 749             |
| Pinus nigra J. F. Arnold | Pino nero          | 35,0           | 345           | Monte Sant'Angelo  | Foresta Umbra - Villaggio Forestale              | 41°49′08.97″N 15°59′45″E    | 800             |
| Fagus sylvatica L.       | Faggio             | 21,0           | 584           | Monte Sant'Angelo  | Foresta Umbra - I Baracconi                      | 41°49′12.39″N 15°59′59.56″E | 786             |
| Taxus baccata L.         | Tasso              | 13,0           | 402           | Monte Sant'Angelo  | Foresta Umbra - Falascone                        | 41°48′37.73″N 15°59′20.03″E | 726             |
| Fagus sylvatica L.       | Faggio             | 32,0           | 468           | Monte Sant'Angelo  | Foresta Umbra - Falascone                        | 41°48′39.32″N 15°59′15.18″E | 745             |
| Fagus sylvatica L.       | Faggio             | 34,0           | 480           | Monte Sant'Angelo  | Foresta Umbra - La Fontana                       | 41°49′10.9″N 15°59′29.09″E  | 805             |
| Taxus baccata L.         | Tasso              | 10,0           | 395           | Monte Sant'Angelo  | Foresta Umbra - Falascone                        | 41°48′44″N 15°59′15.39″E    | 745             |
| Taxus baccata L.         | Tasso              | 23,0           | 378           | Monte Sant'Angelo  | Foresta Umbra - Falascone                        | 41°48′43.97″N 15°59′15.71″E | 745             |
| Taxus baccata L.         | Tasso              | 20,0           | 317           | Monte Sant'Angelo  | Foresta Umbra - Falascone                        | 41°48′44.2″N 15°59′15.44″E  | 745             |
| Taxus baccata L.         | Tasso              | 24,0           | 291           | Monte Sant'Angelo  | Foresta Umbra - Falascone                        | 41°48′44.18″N 15°59′15.6″E  | 745             |
| Taxus baccata L.         | Tasso              | 24,0           | 291           | Monte Sant'Angelo  | Foresta Umbra - Falascone                        | 41°48′43.92″N 15°59′15.87″E | 745             |
| Taxus baccata L.         | Tasso              | 23,0           | 360           | Monte Sant'Angelo  | Foresta Umbra - Falascone                        | 41°48′44.15″N 15°59′16.02″E | 746             |
| Taxus baccata L.         | Tasso              | 24,5           | 355           | Monte Sant'Angelo  | Foresta Umbra - Falascone                        | 41°48′44.2″N 15°59′16.33″E  | 745             |
| Quercus cerris L.        | Cerro              | 40,0           | 480           | Monte Sant'Angelo  | Bosco Quarto                                     | 41°46′23.33″N 15°51′41.27″E | 617             |
| Quercus cerris L.        | Cerro              | 30,0           | 460           | Monte Sant'Angelo  | Bosco Quarto                                     | 41°46′22.86″N 15°51′27.87″E | 601             |
| Quercus cerris L.        | Cerro              | 30,0           | 430           | Monte Sant'Angelo  | Bosco Quarto                                     | 41°46′25.99″N 15°51′30.65″E | 614             |
| Quercus cerris L.        | Cerro              | 30,0           | 410           | Monte Sant'Angelo  | Bosco Quarto - Filo di Scolli                    | 41°46′12.74″N 15°52′32.91″E | 613             |
| Quercus cerris L.        | Cerro              | 30,0           | 505           | Monte Sant'Angelo  | Bosco Quarto - Filo di Scolli                    | 41°46′16.03″N 15°52′31.65″E | 611             |
| Hedera helix L.          | Edera              | 15,0           | 100           | Monte Sant'Angelo  | Bosco Quarto - Filo di Scolli                    | 41°46′16.03″N 15°52′31.65″E | 611             |
| Quercus pubescens Willd. | Roverella          | 20,0           | 460           | Monte Sant'Angelo  | Bosco Quarto - Filo di Scolli                    | 41°46′17.25″N 15°52′33.33″E | 644             |
| Fagus sylvatica L.       | Faggio             | 26,0           | 520           | Monte Sant'Angelo  | Baracconi                                        | 41°49′09.04″N 16°00′00.05″E | 786             |
| Taxus baccata L.         | Tasso              | 20,0           | 300           | Monte Sant'Angelo  | Sentiero Laghetto Umbra - Murgia                 | 41°48′39.3″N 15°59′47″E     | 768             |
| Fagus sylvatica L.       | Faggio             | 25,0           | 520           | Monte Sant'Angelo  | Valle del tesoro                                 | 41°48′57.36″N 16°00′39.02″E | 703             |
| Quercus pubescens Willd. | Roverella          | 10,0           | 500           | Motta Montecorvino | Strada Statale 17                                | 41°30′26.33″N 15°06′44.42″E | 651             |
| Crataegus monogyna Jacq. | Biancospino comune | 4,5            | 210           | Pietramontecorvino | Bosco Celle                                      | 41°32′09.19″N 15°04′45.2″E  | 796             |
| Pinus halepensis Mill.   | Pino d'Aleppo      | 25,0           | 350           | Rodi Garganico     | Piazza Garibaldi                                 | 41°55′41.75″N 15°53′04.69″E | 38              |
| Quercus ilex L.          | Leccio             | 15,0           | 350           | Torremaggiore      | Via Luigi Einaudi                                | 41°41′27.76″N 15°18′25.13″E | 115             |
| Quercus ilex L.          | Leccio             | 18,0           | 520           | Vico del Gargano   | Convento del Ss. Crocifisso dei Padri Cappuccini | 41°54′02.76″N 15°58′05.13″E | 429             |
| Quercus pubescens Willd. | Roverella          | 22,0           | 380           | Volturara Appula   | Bufera                                           | 41°31′00.54″N 15°04′47.52″E | 852             |

## Provincia di Lecce
| Genere e specie                                                | Nome comune                | Altezza (in m) | Circ. (in cm) | Comune          | Località                       | Coordinate                  | Alt. (m s.l.m.) |
| -------------------------------------------------------------- | -------------------------- | -------------- | ------------- | --------------- | ------------------------------ | --------------------------- | --------------- |
| Quercus ithaburensis subsp. macrolepis (Kotschy) Hedge & Yalt. | Quercia vallonea           | 20,0           | 345           | Campi Salentina | Pitanti                        | 40°23′32.8″N 18°00′02.93″E  | 30              |
| Quercus pubescens Willd.                                       | Roverella                  | 22,0           | 430           | Campi Salentina | Masseria Caperrone             | 40°23′55.82″N 18°00′03.74″E | 30              |
| Quercus pubescens Willd.                                       | Roverella                  | 18,0           | 320           | Scorrano        | Tenuta Lucagiovanni            | 40°05′27″N 18°15′19.66″E    | 88              |
| Quercus virgiliana (Ten.) Ten. x Quercus amplifolia Guss.      | Ibrido di quercia castagna | 19,0           | 423           | Supersano       | Masseria Macrì                 | 40°03′14.11″N 18°13′05.96″E | 105             |
| Morus alba L.                                                  | Gelso bianco               | 4,5            | 290           | Trepuzzi        | Casino Vigneri - Via Andrano 1 | 40°24′25.14″N 18°03′15.89″E | 55              |
| Quercus ithaburensis subsp. macrolepis (Kotschy) Hedge & Yalt. | Quercia vallonea           | 20,0           | 350           | Tricase         | Bosco Falanite                 | 39°55′30.17″N 18°22′46.72″E | 70              |
| Quercus ithaburensis subsp. macrolepis (Kotschy) Hedge & Yalt. | Quercia vallonea           | 22,0           | 425           | Tricase         | Strada Tricase - Tricase Porto | 39°55′40.37″N 18°22′43.43″E | 72              |
| Quercus ithaburensis subsp. macrolepis (Kotschy) Hedge & Yalt. | Quercia vallonea           | 20,0           | 375           | Tricase         | Bosco Falanite - Fanucchiare   | 39°55′29.41″N 18°22′46.97″E | 70              |
| Quercus ilex L.                                                | Leccio                     | 23,0           | 415           | Vernole         | Pisignano                      | 40°18′38.93″N 18°16′06.64″E | 34              |

## Provincia di Taranto
| Genere e specie          | Nome comune   | Altezza (in m) | Circ. (in cm) | Comune         | Località                                        | Coordinate                  | Alt. (m s.l.m.) |
| ------------------------ | ------------- | -------------- | ------------- | -------------- | ----------------------------------------------- | --------------------------- | --------------- |
| Pinus halepensis Mill.   | Pino d'Aleppo | 20,0           | 302           | Castellaneta   | R.N. Stornara - Sez. La Principessa             | 40°29′15.84″N 16°57′41.48″E | 9               |
| Pistacia terebinthus L.  | Terebinto     | 10,0           | 250           | Crispiano      | Masseria Russoli                                | 40°37′57.28″N 17°16′34.07″E | 317             |
| Quercus ilex L.          | Leccio        | 13,0           | 305           | Martina Franca | R.N. Murge Orientali - Masseria Angela Trasconi | 40°40′19.49″N 17°16′09.56″E | 515             |
| Quercus trojana Webb     | Fragno        | 16,0           | 365           | Martina Franca | R.N. Murge Orientali - Sez. Signorella          | 40°40′09.95″N 17°10′48.75″E | 434             |
| Quercus trojana Webb     | Fragno        | 16,5           | 305           | Martina Franca | R.N. Murge Orientali - Sez. Gorgofreddo         | 40°41′33.74″N 17°16′18.36″E | 464             |
| Quercus ilex L.          | Leccio        | 26,0           | 540           | Martina Franca | Masseria Palesi - Strada Minco di Tata          | 40°40′26.91″N 17°18′07.21″E | 421             |
| Quercus ilex L.          | Leccio        | 20,0           | 450           | Martina Franca | R.N.R.O. Bosco delle Pianelle                   | 40°39′04.94″N 17°13′07.08″E | 429             |
| Quercus ilex L.          | Leccio        | 20,0           | 385           | Martina Franca | R.N.R.O. Bosco delle Pianelle                   | 40°39′12.84″N 17°12′24.93″E | 400             |
| Quercus ilex L.          | Leccio        | 18,0           | 410           | Martina Franca | Masseria Palesi                                 | 40°40′17.51″N 17°18′18.37″E | 419             |
| Quercus pubescens Willd. | Roverella     | 18,0           | 455           | Martina Franca | Masseria Palesi                                 | 40°40′04.78″N 17°18′27.45″E | 419             |
| Quercus ilex L.          | Leccio        | 12,0           | 448           | Martina Franca | Masseria Palesi                                 | 40°39′58.46″N 17°18′25.45″E | 420             |
| Quercus ilex L.          | Leccio        | 18,0           | 420           | Martina Franca | Masseria Palesi                                 | 40°39′57.19″N 17°18′24.51″E | 420             |
| Quercus ilex L.          | Leccio        | 12,0           | 430           | Martina Franca | Masseria Palesi                                 | 40°39′55.79″N 17°18′23.76″E | 420             |
| Quercus trojana Webb     | Fragno        | 16,0           | 320           | Martina Franca | Masseria Palesi                                 | 40°39′53.11″N 17°18′20.38″E | 425             |
| Quercus pubescens Willd. | Roverella     | 20,0           | 470           | Martina Franca | Masseria Palesi                                 | 40°40′11.16″N 17°18′33.86″E | 419             |
| Pinus halepensis Mill.   | Pino d'Aleppo | 18,0           | 310           | Palagiano      | R.N. Stornara - Sez. Marziotta                  | 40°31′23.64″N 17°03′20.56″E | 10              |
| Pinus halepensis Mill.   | Pino d'Aleppo | 22,0           | 300           | Palagiano      | Romanazzi                                       | 40°30′07.57″N 16°58′24.72″E | 9               |